# Edmund James Banfield
Pour les articles homonymes, voir Banfield.
 (décembre 2023).
Edmund James Banfield, né le 4 septembre 1852 à Liverpool en Angleterre et mort le 5 juin 1923  à l'île Dunk en Australie, est un journaliste et écrivain australien d’origine britannique.
Il est encore très jeune quand son père britannique s’installe en Australie à Ararat. Après avoir travaillé dans plusieurs journaux des trois colonies de l’est de l’Australie, il se rend en 1882 dans le nord du Queensland où il travaille comme journaliste pour le Townsville Daily Bulletin jusqu’en 1897. Il se marie en 1886. Las de ses conditions de travail, il se retire avec sa femme à Dunk Island où il se consacre à l’écriture.

## Quelques œuvres
- The Confessions of a Beachcomber: scenes and incidents in the career of an unprofessional beachcomber in tropical Queensland (T. Fisher Unwin, Londres, 1908) — Ce livre fait l’objet de nombreuses rééditions.
- My Tropic Isle (T. Fisher Unwin, Londres, 1911, réédité en 1923).
- Tropic Days (T. Fisher Unwin, Londres, 1918).
- Last Leaves from Dunk Island (Angus & Robertson, Sydney, 1925) — Ouvrage posthume.

## Source
- Anthony Musgrave (1932). Bibliography of Australian Entomology, 1775-1930, with biographical notes on authors and collectors, Royal Zoological Society of News South Wales (Sydney) : viii + 380.